# 安德烈·罗克
安德烈·罗克（英語：André Roch，1906年8月21日—2002年11月19日），生于瑞士埃尔芒斯，卒于日内瓦。安德烈·罗克是一名登山者、雪崩专家、滑雪者、旅游业者、工程师和作家。罗克以其在科罗拉多州阿斯彭对滑雪胜地作出的调查而闻名于世，他亦在世界各地担任雪崩应急方面的顾问。